# Lilium tianschanicum
Lilium tianschanicum (em chinês: 天山百合) é uma espécie de planta com flor, pertencente à família Liliaceae. É uma planta nativa da República Popular da China com ocorrências na província de Xinjiang.